# Timálie černobrvá
Timálie černobrvá (Malacocincla perspicillata) je druh pěvce z čeledi Pellorneidae, který se endemicky vyskytuje na Borneu. Timálie černobrvá byla od roku 1850 pokládána za vyhynulou, dokud nebyla znovuobjevena v roce 2020.

## Popis
Timálie černobrvá dorůstá délky asi 16 cm. Má poměrně krátký ocas, čokoládově hnědé zbarvení, šedou hruď a bílé hrdlo. Nohy jsou tmavě šedé, nebo narůžovělé. Na šedé hlavě má kaštanovou korunku, černý oční proužek a kaštanově zbarvenou oční duhovku, na rozdíl od jediného dochovaného exempláře, který měl vsazené umělé nažloutlé oči.

## Objev a znovuobjevení
Timálii černobrvou poprvé popsal francouzský ornitolog a synovec Napoleona Bonaparteho – Charles Lucien Bonaparte roku 1850 díky vzorku kožky ptáka, kterého ulovil ve 40. letech 18. století přírodovědec Carl Schwaner. Od té doby byl tento druh považován za vyhynulý. Nevědělo se jistě, odkud vzorek pochází a všeobecně se předpokládalo, že se timálie černobrvá vyskytovala na Jávě. Až v roce 1895 švýcarský ornitolog Johann Büttikofer upozornil, že Schwaner byl v době svého objevu na Borneu.
V říjnu roku 2020 pozorovali na Borneu v provincii Jižní Kalimantan dva místní obyvatelé druh ptáka, kterého zde do té doby neviděli. Podařilo se jim ho chytit, pořídit pár fotografií a živého jej pustit zpět. Fotografie poslali místním ornitologům, kteří po konzultaci s předními indonéskými ornitology dospěli k názoru, že se skutečně jedná o timálii černobrvou, kterou již 170 let pokládali za vyhynulou. Na svém webu o tom informovala národní organizace Birdlife international.
Rizky Fauzan – jeden z mužů, kteří vyfotografovali timálii černobrvou – řekl: „Je neskutečné vědět, že jsme našli druh ptáka, o kterém odborníci mysleli, že vyhynul. Když jsme ho našli, vůbec jsme nečekali, že to bude tak zvláštní. Mysleli jsme, že to bude jen další pták, kterého jsme nikdy předtím neviděli.“

## Ohrožení
Timálie černobrvá přežila v jihovýchodním Borneu masivní odlesňování a ztrátu přirozených stanovišť. Je tedy možné, že tento druh je silně ohrožen. Stav ohrožení timálie černobrvé je v Červeném seznamu IUCN uveden jako „nedostatek údajů“, vědci však doufají, že budou moci lokalitu prozkoumat a zjistit více o populaci a ekologii tohoto ptáka.
Timálii černobrvou ohrožuje odlesňování pro vytváření kaučukových a palmových plantáží na kaučuk, rozšiřování zemědělské půdy a lesní požáry. V Kalimantanu hrozí téměř úplná ztráta nížinného lesa.